# Lena Hansson-Varhegyi
Lena Ingegerd Hansson-Varhegyi, född Hansson 7 februari 1949 i Västra Skrävlinge, är en svensk filmkonsulent (vid Svenska filminstitutet och Danska filminstitutet) och filmproducent. 
Hansson-Varhegyi har verkat som filmkonsulent i ett 50-tal filmer. Hon har även varit produktionsledare och producent.

## Filmer i urval
- 2000 - Jalla! Jalla!
- 2000 - Livet är en schlager
- 2001 - Hans och hennes
- 2002 - Grabben i graven bredvid
- 2002 - Lilja 4-ever
- 2003 - Dogville
- 2004 - Fyra nyanser av brunt
- 2004 - Populärmusik från Vittula
- 2005 - Zozo
- 2007 - Arn: tempelriddaren
- 2009 - Män som hatar kvinnor
- 2014 - Tiden är en dröm – Del 2